# Gasparo Cavalieri
Gasparo Cavalieri (ur. w 1648 w Rzymie, zm. 17 sierpnia 1690 tamże) – włoski kardynał.

## Życiorys
Urodził się w 1648 roku w Rzymie. W młodości był klerykiem Kamery Apostolskiej. 2 września 1686 roku został kreowany kardynałem diakonem i otrzymał diakonię Santa Maria in Aquiro. 27 października otrzymał święcenia diakonatu, a dzień później – prezbiteratu. 7 lipca 1687 roku został wybrany arcybiskupem Kapui, a 9 listopada przyjął sakrę. Zmarł 17 sierpnia 1690 roku w Rzymie.